# Points cocycliques
En géométrie, des points du plan sont dits cocycliques s'ils appartiennent à un même cercle. 
Trois points non alignés du plan sont cocycliques. En effet, tout triangle possède un cercle circonscrit.

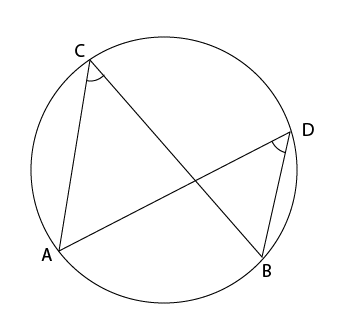

## Quatre points cocycliques
Propriété — Soient A, B, C, et D quatre points distincts du plan. Alors A, B, C, et D sont cocycliques ou alignés si et seulement si on a l'égalité d’angles orientés
La propriété précédente est un corollaire du théorème de l'angle inscrit.
Si a, b, c, et d sont les affixes (c.-à-d. a, b, c, et d sont des nombres complexes ) respectives de A, B, C, et D, la condition précédente s'écrit aussi 
D’où en utilisant le birapport, la condition équivalente :
Le théorème de Ptolémée donne une condition nécessaire et suffisante de cocyclicité de quatre points par leurs distances.
Théorème — Soient A, B, C, et D quatre points distincts du plan. Ces points sont cocycliques si et seulement si l’une des quatre égalités suivantes est vérifiée :
{\displaystyle AB\cdot CD\pm AC\cdot DB\pm AD\cdot BC=0}.
L'énoncé donne « quatre égalités » car ± doit se lire soit +, soit −.